# Leonardus de Blinde
Leonardus Willem Alexander de Blinde (Wemeldinge, 1884 - onbekend) was een Nederlands architect.
De Blinde wordt geboren als zoon van Abraham de Blinde en Maria Anten in een gezin met uiteindelijk drie kinderen. Hij huwt Joukje van Drooge in 1913 in Workum.
Een van de best bewaarde gebouwen van De Blinde is het gebouw Spoorzicht in Sneek. Dit pandencomplex, gelegen aan het Prinses Julianapark, is gebouwd in 1901 en is volledig in art-nouveau-stijl uitgevoerd. Het gebouw staat op de Rijksmonumentenlijst. De Blinde, die tevens de bouwer was, is echter aan het project failliet gegaan omdat de huizen lang leeg stonden.